# گیفورد، لوتیان شرقی
گیفورد (به انگلیسی: Gifford) یک روستا در بریتانیا است که در لوتیان شرقی واقع شده‌است. گیفورد ۷۰۰ نفر جمعیت دارد.